# سمك سيفي السن
سمك سيفي السن أو حِترشيات أو سيفيات السن (الاسم العلمي: Evermannellidae) فصيلة أسماك صغيرة الحجم، تعيش في أعماق البحر ذات منظر بغيض، أنواعها ثمانية ضمن ثلاث أجناس؛ تنتشر في جميع أنحاء المناطق المدارية إلى مياه شبه المحيط الأطلسي والمحيط الهندي والمحيط الهادئ.